# Вијетнам на Светском првенству у атлетици на отвореном 2015.
Вијетнам је учествовао на Светском првенству у атлетици на отвореном 2015. одржаном у Пекингу од 22. до 30. августа десети пут а представљала га је једна атлетичарка који се такмичила у трци на 400 метара са препонама.,
На овом првенству представница Вијетнама није освојила медаљу, нити је постигла неки резултат.

## Учесници
Жене:
- Thi Huyen Nguyen — 400 м препоне

## Резултати

### Жене
| Атлетичарка      | Дисциплина    | Лични рекорд | Квалификације | Квалификације | Полуфинале            | Полуфинале            | Финале                | Финале       | Детаљи                                      |
| Атлетичарка      | Дисциплина    | Лични рекорд | Резултат      | Место         | Резултат              | Место                 | Резултат              | Место        | Детаљи                                      |
| ---------------- | ------------- | ------------ | ------------- | ------------- | --------------------- | --------------------- | --------------------- | ------------ | ------------------------------------------- |
| Thi Huyen Nguyen | 400 м препоне | 56,15 НР     | 57,31         | 6. у гр. 5    | није се квалификовала | није се квалификовала | није се квалификовала | 28 / 36 (37) | Архивирано на веб-сајту (26. новембар 2015) |